# ジャック・ローレンス (シンガーソングライター)
ジャック・ローレンス（Jack Lawrence、1912年4月7日 - 2009年3月16日）は、アメリカ合衆国の作詞家。本名はジェイコブ・ルイ・シュワーツ（Jacob Louis Schwartz）。ニューヨーク州ニューヨーク市ブルックリン区出身。

## 経歴
1904年にアメリカに憧れウクライナのビーラ・ツェールクヴァから逃げ出した正統派ユダヤ系の両親・バーニー・シュワーツとファニー・ゴールドマンの4人子の3男として生まれました。子供の頃から曲を書く好きだったローレンスはトーマス・ジェファーソン高校に入学。更にプロフェッショナル・スクールのポディアトリー・スクールに入学し、1932年に博士号を所得。
第二次世界大戦中は連邦保安官局に入り、1943年に中尉としてニューヨークのシープスヘッド・ベイ海軍サービス訓練所に入る。
2009年3月16日に、コネチカット州レディングの自宅で転倒し死去（享年96歳）。

## 代表作

### テレビ
| 放送年                       | 放送年                     | 邦題 原題                   | 担当 | 備考                                         |
| ---------------------------- | -------------------------- | --------------------------- | ---- | -------------------------------------------- |
| 1954年10月27日 1958年8月29日 | 1958年9月3日 1972年4月30日 | ディズニーランド Disneyland | 作詞 | 日本未発売DVD「YOUR HOST WALT DISNEY」に収録 |

### 映画
| アメリカ公開年 日本公開年   | 邦題 原題                      | 曲               |  |
| --------------------------- | ------------------------------ | ---------------- |  |
| 1953年2月5日 1955年3月22日  | ピーター・パン Peter Pan       | ワニをひやかすな |  |
| 1959年1月29日 1960年7月23日 | 眠れる森の美女 Sleeping Beauty | いつか夢で       |  |